# Cavité nasale
|  |  |  |
|  |  |  |

Les cavités nasales ou fosses nasales sont deux espaces séparés par une cloison : le septum nasal. Elles sont situées :
- au-dessus de la cavité buccale ;
- au-dessous de la cavité crânienne ;
- en dedans des cavités orbitaires et des sinus maxillaires ;
- en avant du rhinopharynx.

Les fosses nasales constituent la partie supérieure de l’appareil respiratoire, elles sont importantes pour réchauffer et assainir l'air inhalé. De plus, elles contiennent les organes impliqués dans l'olfaction.

## Limites
Les fosses nasales sont limitées par :
- l'orifice piriforme en avant,
- l'orifice choane en arrière,
- l'os nasal et l'ethmoïde en haut,
- le maxillaire, l'ethmoïde et le cornet nasal inférieur latéralement,
- le palais (os maxillaire et os palatin), qui les sépare de la cavité buccale.

À l'origine cavité unique chez les vertébrés primitifs, la cavité est séparée médialement en 2 fosses par une cloison verticale, le septum nasal, constitué des os vomer et ethmoïde.
Les fosses nasales sont prolongées en avant par le nez et en arrière par le pharynx. 
Les sinus paranasaux sont reliés aux fosses nasales par des petits orifices appelés ostia.

## Vascularisation et innervation

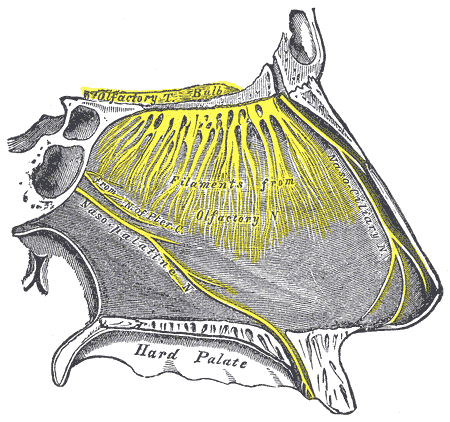
Innervation

La vascularisation est riche. Elle est assurée par plusieurs sources, d'une part les branches de l'artère carotide externe comme l'artère sphénopalatine ; d'autre part des branches de l'artère carotide interne comme les artères ethmoïdales antérieures et postérieures qui présentent des anastomoses avec le réseau carotidien externe. Chez certains animaux comme les chiens, le lit capillaire passant par les fosses nasales aide à refroidir la circulation sanguine cérébrale.
L'innervation sensitive provient des deux premières branches du nerf trijumeau.
L'innervation végétative est complexe. Les fibres sympathiques sont vasoconstrictrices, tandis que les fibres parasympathiques sont vasodilatatrices.

## Fonctions
Sur les côtés latéraux on a trois cornets qui offrent une résistance à l'écoulement de l'air et le dirigent vers l'épithélium olfactif en haut.
Les cornets jouent un rôle majeur dans le processus respiratoire. Une résection excessive de cornets (turbinectomie) peut conduire au syndrome du nez vide (SNV), également connu sous le nom de Empty Nose Syndrome (ENS). Dans le traitement de la déglutition infantile, cet acte chirurgical peut être évité via une modification du comportement lingual au cours des 1500 à 2000 déglutitions salivaires quotidiennes.
L'organe voméronasal, situé en arrière sur le septum, a un rôle dans la détection de phéromones, excepté chez l'homme où cet organe est vestigial.
Les cellules ciliées et le mucus sur les parois éliminent de l'air circulant la poussière et les germes. Les cils repoussent le mucus vers le pharynx, où il sera dégluti.

### Rôle des cornets dans le système respiratoire
Les cornets sont une superposition d'os longs, étroits et courbes (en forme de coquillage étiré), recouverts d'une épaisse couche de tissu, très vascularisée, érectile et glandulaire.
Ils sont placés latéralement dans les cavités nasales et s'enroulent de façon médiale et vers le bas à l'intérieur des voies respiratoires nasales.
Il y a trois cornets dans chaque cavité nasale : 
- le cornet inférieur : le plus grand, aussi long que l'index;
- le cornet moyen : aussi long qu'un auriculaire ;
- le cornet supérieur : très petit.

Les deux cavités nasales sont séparées par la cloison nasale appelée septum.
Les cornets maintiennent le plus gros de la respiration fonctionnelle ainsi que le tissu muqueux du nez.
Ils sont recouverts d'une muqueuse qui dispose d'un réseau d'approvisionnement sanguin et nerveux très riche qui lui donne des capacités d'érection considérables, de turgescence et de décongestion, en réponse aux conditions climatiques et aux besoins sans cesse fluctuants du corps.
Par exemple, si une personne doit soudainement se mettre à courir pour éviter un danger, les muqueuses des cornets vont automatiquement se rétrécir, permettant ainsi une plus grande absorption d'air à chaque inspiration.
D'un autre côté, si une personne essaie de se reposer dans un environnement froid et sec, les muqueuses des cornets vont gonfler afin de fournir une surface muqueuse d'exposition à l'air plus importante, garantissant ainsi que tout l'air aspiré par le nez traverse ces tissus et soit suffisamment réchauffé (ajustement à la température corporelle), humidifié (jusqu'à 98 %) et filtré.
Enfin les muqueuses des cornets (ainsi que celles des sinus) gonflent alternativement d'un côté puis de l'autre (alternance de vasoconstriction et de vasodilatation) toutes les 1 à 5 heures  en moyenne : ce « cycle nasal », constaté chez 80 % de la population adulte, explique qu'une fosse nasale est bouchée tandis que l'autre est dégagée, ce qui favoriserait la perception d'un panel plus large d'odeurs. Lorsqu'on est allongé, ce cycle expliquerait en partie le changement de côté pendant le sommeil.
Chez l'enfant et l'adolescent, une amélioration de la perméabilité nasale peut être obtenue par le passage de la déglutition infantile (interpositions linguales) à la déglutition "en dents serrées" (déglutition salivaire fonctionnelle).
Le filtrage est assuré par une couche mince appelée « épithélium alvéolaire » qui recouvre le tissu érectile des cornets, lui-même appelé « couche endothéliale » ou « lamina propria ».
Cette couche est faite de cellules à gobelet qui sécrètent le mucus destiné à recouvrir les cavités nasales et transportent le sérum lymphatique contenant des enzymes, des agents anti-bactériens et anti-viraux et jouant un rôle majeur dans la première ligne de défense respiratoire du corps.
Toutes les particules aéroportées de plus de 2 à 3 micromètres restent emprisonnées dans le mucus et sont neutralisées par le sérum lymphatique. L'ensemble du mucus produit ainsi que les déchets sont périodiquement propulsés vers l'arrière du nez jusqu'à ce qu'ils soient avalés par la gorge au niveau du nasopharynx.
Le mucus est entraîné vers la gorge par la couche supérieure de l'épithélium alvéolaire, garnie de cils.
Cette couche ciliaire est semblable à un tapis de millions de cils microscopiques qui piègent les irritants aériens et les propulsent vers le nasopharynx à la façon du mouvement d'une vague.
Si le mucus est suffisamment dilué et que le nez n'est pas trop sec, on ne sentira même pas que l'on est, de fait, en train d'avaler du mucus de manière permanente. Une personne en bonne santé avale en moyenne 0,65 litre de mucus par 24 heures.
Si les cils sont endommagés ou paralysés, comme lors d'une infection nasale grave, le mucus s'accumule dans le nez et la gorge et devient épais et jaunâtre. Dans les cas de sécheresse sévère, le mucus sèche dans le nez et forme des croûtes douloureuses.
Les cornets divisent les voies respiratoires nasales en 3 passages aériens semblables à des sillons, les méats inférieur, moyen et supérieur, forçant ainsi l'air turbulent à s'écouler selon un flux laminaire autour de la plus grande surface possible de cils et de tissu.
Les cornets sont essentiellement le radiateur et le moteur du nez.
Sans eux, le flux d'air serait turbulent (causant une obstruction nasale connue sous le nom de « obstruction paradoxale »), ne rencontrerait pas une quantité suffisante de tissu muqueux et ne serait donc pas nettoyé, réchauffé et humidifié. Ceci signifie que la gorge et les poumons seraient submergés d'air sale, froid et sec.
Les cornets sont également riches de récepteurs nerveux sensibles au flux aérien (liés au circuit nerveux « trigéminé », le cinquième nerf crânien).
Ces récepteurs détectent la pression et la température et aide ainsi, par un mécanisme encore inconnu, à l'activation des récepteurs d'odeurs situés dans les régions supérieures du nez.
Les cornets inférieurs, les plus grands, sont les principaux tissus humidifiants, réchauffants, filtrants et orienteurs du flux aérien.
La majeure partie du flux d'air inhalé voyage dans le méat moyen, entre les cornets inférieurs et les cornets moyens.
Les cornets moyens sont plus petits et se projettent vers le bas à partir des sinus ethmoïdes. Ils abritent les ouvertures jusqu'aux maxillaires et aux sinus ethmoïdes et agissent comme des tampons d'air pour que les sinus ne soient pas en contact direct avec le flux d'air pressurisé nasal.
Les cornets supérieurs protègent le bulbe olfactif et sont également innervés avec une multitude de terminaisons nerveuses olfactives qui se prolongent quelque part dans les cornets moyens.

### Fonction phonatoire
La cavité nasale intervient dans la phonation quand l'abaissement de l’extrémité du voile du palais, ou la luette, permet l'écoulement libre d'une partie de l'air issu du larynx par les fosses nasales. Lorsque l'air s'écoule en majorité par la cavité nasale dans la production d'un son, ce son sera caractérisé comme nasal.

## Maladies
Infections virales, cancer, herpès, avec encombrement muqueux
- Rhinite
- Rhinite allergique
- Rhume
- Sinusite